# Zangão

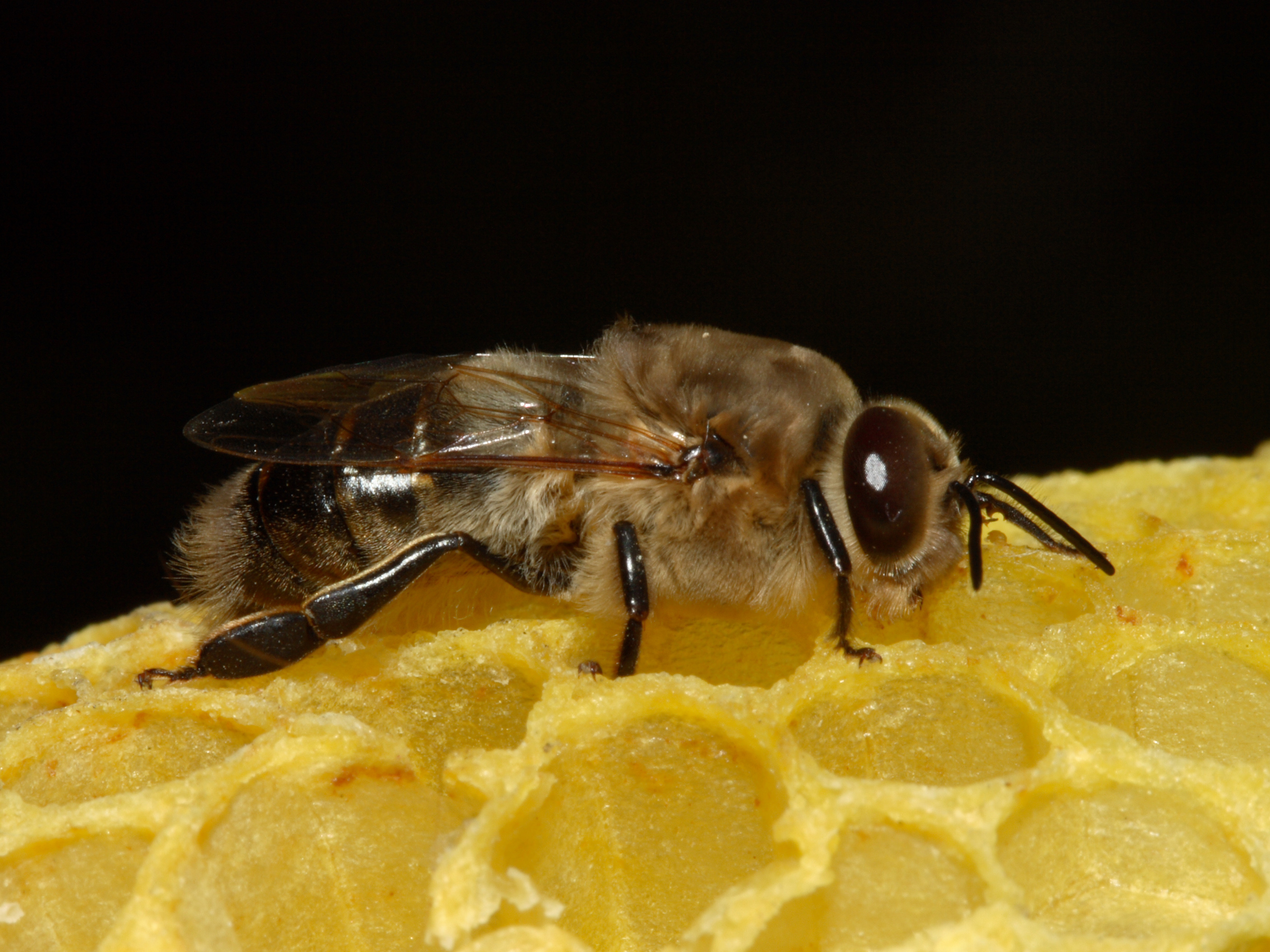
Zangão

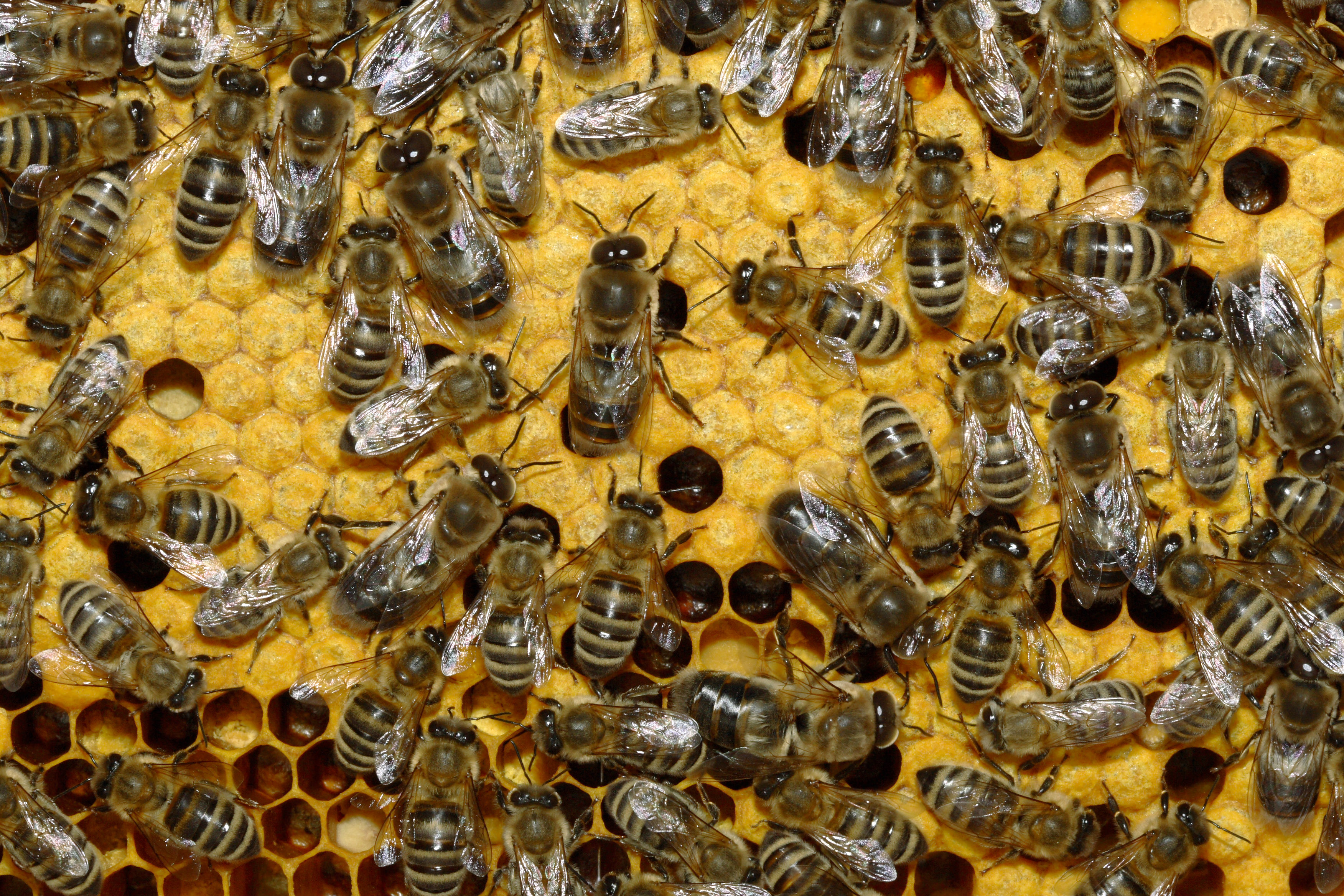
Operárias e zangões

O zangão, zângão ou abelhão é o macho das diversas espécies de abelhas sociais, especialmente da abelha-europeia. Caracteriza-se pelo porte superior às obreiras e pela ausência de ferrão. Alheio às atividades de manutenção da colmeia, não produz mel porque não possui os órgãos essenciais para tais atividades. Sua única função é a de fecundar a abelha rainha, ação que acontece durante o voo nupcial.
O zangão nasce de ovos não fecundados: este fenômeno, que é um exemplo de partenogênese, consiste no desenvolvimento de um embrião sem necessidade de fertilização; a rainha, neste caso, não utiliza o sémen do macho (zangão) e põe ovos que contêm apenas o seu material genético. O zangão não possui órgãos de defesa nem de trabalho. Dotado de excepcional visão e olfato, é capaz de detectar rainhas virgens até dez quilômetros de distância.
A árvore genealógica dos zangões é um exemplo claro da Sequência de Fibonacci. Devido ao fato do zangão não possuir pai, apenas mãe, na primeira geração há um membro (o zangão), uma geração antes há um membro (a mãe), duas gerações atrás há dois membros (a mãe e o pai da mãe), tres gerações atrás há tres membros (a mãe do avô e o pai e a mãe da avó), quatro gerações atrás há cinco membros, cinco gerações atrás há oito membros. Isto é, o numero de membros em cada geração, contando para trás é 1,1,2,3,5,8,13... - A Sequência de Fibonacci.